# Кейлені Лей
Е́шлі Спо́лдінг (англ. Ashley Spalding, нар. 5 серпня 1980 року) — сингапурська порноакторка, відома як Ке́йлені Лей. 
Працює в компанії Wicked Pictures. Крім порноіндустрії, працює ведучою шоу «Me So Horny With Kaylani Lei» на радіо KSEX. 
Зустрічається з новозеландським регбістом Байроном Келлехером, з яким живе разом в Новій Зеландії з червня 2006 року.

## Нагороди
- 2008 Night Moves Adult Entertainment Award — Найкраща акторка
- 2009 AVN Award — Найкраща групова сцена